# Wonderdadige medaille

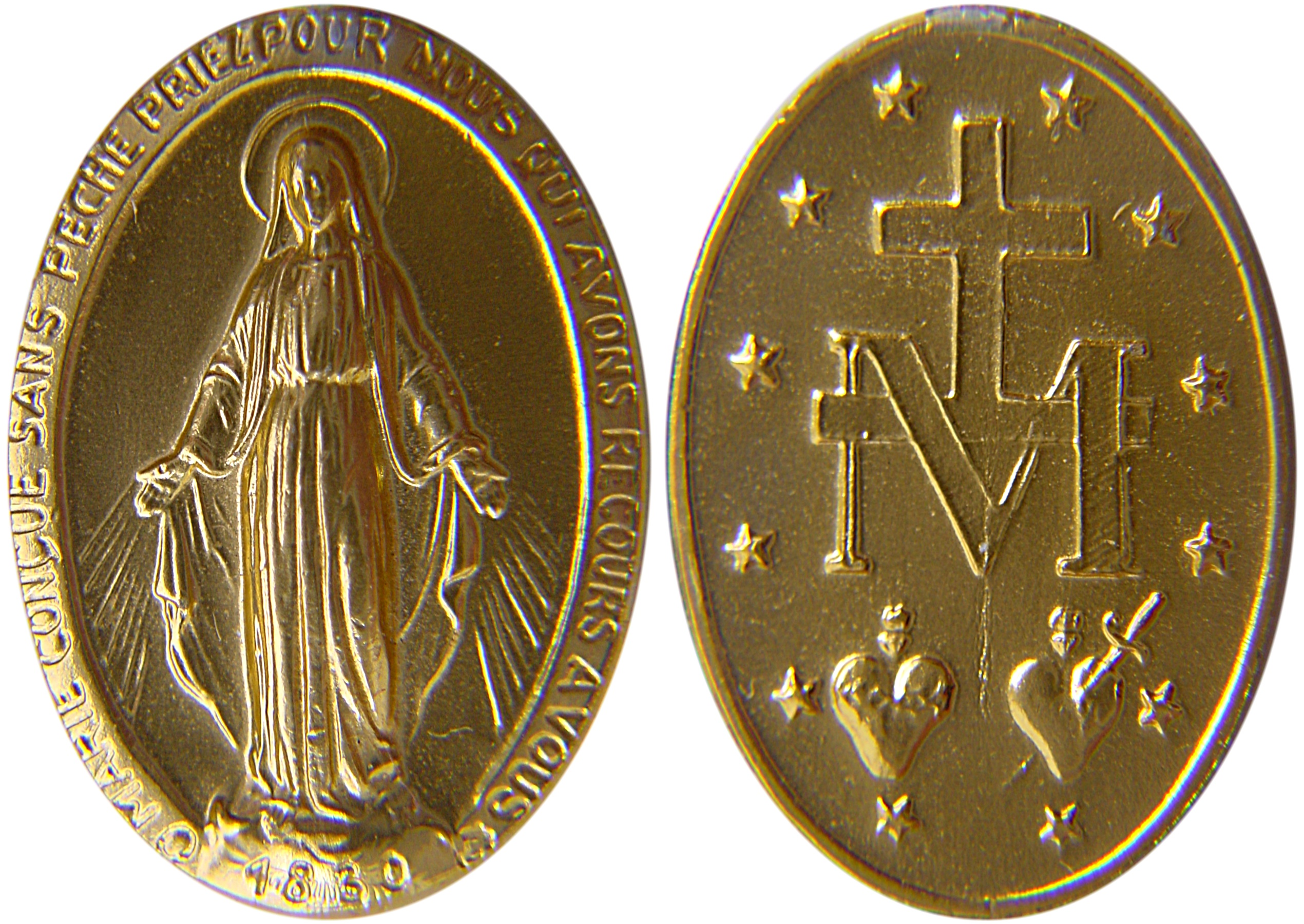
De Wonderdadige medaille

De Wonderdadige medaille (ook wel Miraculeuze of Wonderbaarlijke medaille of Medaille van de Onbevlekte Ontvangenis) is een medaille die ontworpen werd naar aanleiding van Mariaverschijningen aan Catharina Labouré in 1830.
Labouré, een kloosterzuster van de Dochters van Liefde in de Rue du Bac te Parijs, zou bij de tweede en derde verschijning de moeder Gods Maria in een ovaal kader op een wereldbol gezien hebben. Om haar heen stonden de woorden Ô Marie, conçue sans péché, priez pour nous qui avons recours à vous ("Oh Maria, zonder zonde ontvangen, bid voor ons die toevlucht tot u nemen"). Dit is te zien op de voorkant van de medaille. Zuster Labouré zag verder de letter "M" met een kruis erdoor en het Heilig Hart van Jezus en het hart van Maria daaronder. Rondom zag zij twaalf sterren. Dit is op de achterkant van de medaille te zien. Maria zou de opdracht hebben gegeven om een medaille met deze motieven te laten slaan. Maria zou aan hen die de medaille dragen grote genaden beloofd hebben.
Labourés biechtvader, pater Aladel, geloofde in eerste instantie niet in de echtheid van de verschijningen. Na onderzoeken werd er in 1832 bisschoppelijke toestemming verkregen de medaille te slaan. De medaille werd al snel populair; in 1839 waren er al meer dan 10 miljoen van verspreid en bij de dood van zuster Catharina in 1876 was dit aantal al opgelopen tot meer dan een miljard. Vanwege verhalen over diverse genezingen in verband met de medaille ging men de benaming Wonderdadige (of Miraculeuze) medaille gebruiken.
De kapel van Onze-Lieve-Vrouw van de Wonderdadige Medaille aan de Rue du Bac 140, waar Labouré haar verschijningen zou hebben gehad, is een bedevaartsoord voor rooms-katholieken. In de kapel ligt Labourés lichaam, dat tijdens het proces van heiligverklaring nog intact werd teruggevonden, opgebaard in een glazen schrijn.
De medaille wordt vaak gebruikt door katholieke organisaties als de Militia Immaculatæ om uit te delen als middel van bekering.

## Nederland
De devotie tot O.L. Vrouw van de Wonderdadige Medaille werd in 1949 door de lazaristen van het rectoraat Mariaveld te Susteren in hun kerk ingevoerd. Al spoedig trok de devotie honderden gelovigen uit Susteren en omgeving. Vanuit Mariaveld verspreidde de verering zich over vele parochies in Nederland. De bisschop van Roermond, mgr. P. Moors, gaf in 1959 toestemming om de godvruchtige vereniging van de Wonderdadige Medaille op te richten. De kerk van Mariaveld werd daarbij als zetel van deze vereniging in Nederland aangewezen. 